# Frank Johnson
Pour les articles homonymes, voir Lenard et Johnson.
Franklin Lenard Johnson, né le 23 novembre 1958 à Weirsdale (en), Floride, est un ancien joueur professionnel américain de basket-ball ayant évolué au poste de meneur.
Après avoir passé sa carrière universitaire dans l'équipe des Demon Deacons de Wake Forest, il a été drafté en 11e position par les Nets du New Jersey lors de la Draft 1981 de la NBA.
Il est le frère de « Fast Eddie » Johnson.